# Max Doumic
Max Doumic (Julien-Maxime-Stéphane), nacido el 8 de junio de 1863 en París (2.º ) y muerto el  de 11 de noviembre de 1914 en Sillery, fue un arquitecto y ensayista católico francés conocido por sus opiniones antimasónicas. Voluntario, capitán de la Legión extranjera, murió en el campo de batalla en 1914, entre los Zuavos con los que luchaba, cerca de Reims. Fue hermano de René Doumic.

## Datos biográficos

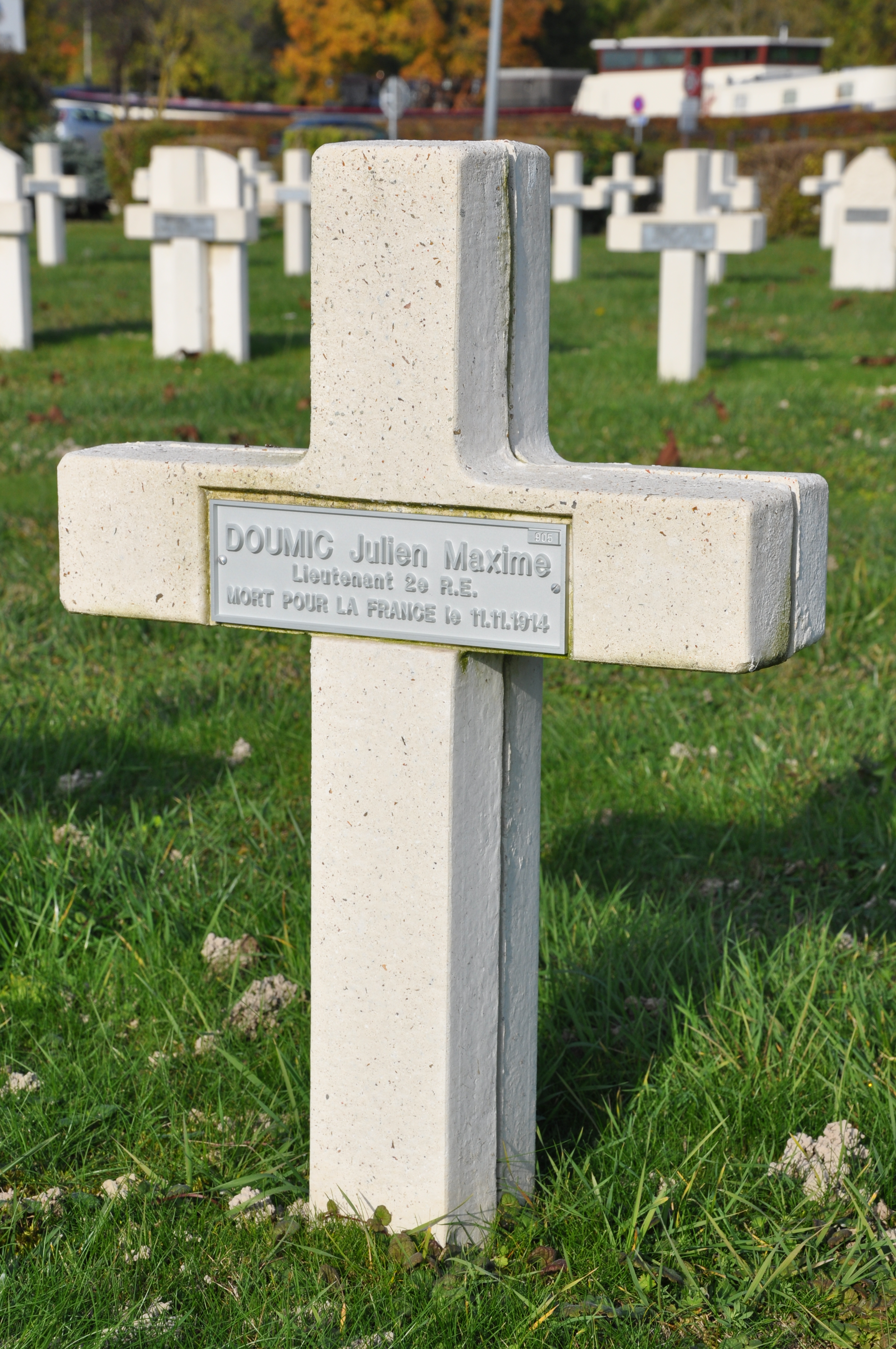
Sepultura de Julien Maxime Doumic en el cementerio nacional de Sillery.

Julien-Maxime fue hijo de Clair-Camille Doumic, negociante, y de Claire-Caroline Levasseur, arquitecta. Fue miembro de la Sociedad de los estudios históricos. Estudió en la Escuela de las Bellas Artes de París (1883-1893) y, de 1907 a 1909, fue director del departamento de arquitectura en la Escuela polytechnique de Montreal (Canadá). Volvió a Francia después de una disputa con la Escuela de los elevados estudios comerciales de Montreal a propósito de una comisión. Antiguo oficial de reserva (teniente en el 118.º regimiento  de infantería), pidió retornar al servicio militar antes de la declaración de la guerra. Se comprometió como voluntario a los 52 años, y quiso formar parte del ejército activo en la Legión extranjera. Se le confió entonces la instrucción de una compañía de voluntarios polacos. En la noche del 10 al 11 de noviembre recibió un balazo mortal en el cuello. Sus restos mortales yacen en el cementerio nacional de Sillery.

## Tesis
En su libro El Secreto de la franco-masonería, Doumic sostiene que la política de los masones responde a los intereses del imperialismo anglosajón.

## Publicaciones
- La Arquitectura de hoy, conferencia hecha el 22 de marzo de 1897, París, Perrin, 1897.
- El Secreto de la franco-maçonnerie, París, Perrin, 1905 ; rééd. 1910.
- Coed con Dominique Delahaye, La Franco-maçonnerie es- judía o inglesa?, París, Perrin, 1906.
- "La educación de nuestras artistas y sus obras en los salones de 1907", El Correspondiente, 25 de mayo 1907.